# Gerhard Mitschke
Gerhard Mitschke (* 8. Januar 1948 in Dessau) ist ein deutscher Politiker (CDU). Er war von 1990 bis 1994 Mitglied im Landtag Sachsen-Anhalt.

## Ausbildung und Leben
Gerhard Mitschke besuchte von 1954 bis 1962 die Oberschule und von 1962 bis 1966 die EOS. Nach der Berufsausbildung mit Abitur als Dreher studierte er von 1966 bis 1971 mit Abschluss Diplom an der Technischen Hochschule Magdeburg. Anschließend arbeitete er von 1971 bis 1990 bei VEB ABUS beziehungsweise dem Nachfolgeunternehmen ABUS Getriebe GmbH in Dessau. Von 1974 bis 1979 war er außerdem Gasthörer-Externer mit Abschluss Ingenieur für Hochbau an der Ingenieur-Schule für Ingenieurpädagogik und Bauwesen in Magdeburg.  1990 wechselte er zum Arbeitsamt Dessau.
Gerhard Mitschke, der römisch-katholischer Konfession ist, ist verheiratet und hat zwei Kinder.

## Politik
Gerhard Mitschke trat 1973 der Ost-CDU bei und war dort in verschiedenen Vorstandsämtern tätig. So war er 1974 bis 1990 Ortsverbandsvorsitzender und 1990 stellvertretender Kreisvorsitzender. Er wurde bei der ersten Landtagswahl in Sachsen-Anhalt 1990 im Landtagswahlkreis Dessau, Stadt II (WK 26) direkt in den Landtag gewählt. Im Dezember 1991 trat er aus der CDU-Fraktion aus und schloss sich Dezember 1991 bis Januar 1992 der „Freien Fraktion“ unter Joachim Auer an. Ab Januar 1992 war er fraktionslos.